# Aha b. Rava
Aha b. Rava opp. Rav Aha b'reih deRava (in ebraico רב אחא בריה דרבא‎?; ... – V secolo) è stato un rabbino babilonese appartenente alla sesta e alla settima generazione amoraim.
Il padre fu Rava, come risulta dal prefisso patronimico ben presente nel nome, identificato da una parte degli studiosi con Abba ben Joseph bar Ḥama (c.280–352 d.C.) che discusse con Abbaye (280-339). Fra i suoi maestri vi furono Rav Kahana III, Rav Ashi e Mar Zuthra, mentre Ravina I fu suo collega.
Alla morte di Mar Zuthra, gli succedette come capo dello yeshiva di Pumbedita (l'odierna Fallujah). Risulta che dibattè sul comportamento della specie di insetti formicidae, criticando un esperimento di Shimon ben Halafta che cercava di determinare la loro struttura e dinamica sociale.